# Arichanna diversicolor
Arichanna diversicolor är en fjärilsart som beskrevs av W. Warren 1888. Arichanna diversicolor ingår i släktet Arichanna och familjen mätare. Inga underarter finns listade i Catalogue of Life.